# Zeng Jinlian
Jinlian Zeng, (cinese: 曾金莲) (Hunan, 25 giugno 1964 – Yuanjiang, 13 febbraio 1982), è stata con i suoi 249 cm la donna più alta della storia. Soffriva di un'acuta deformazione della spina dorsale che la costringeva a rimanere sempre piegata e a trascinarsi con grandi difficoltà.

## Biografia
Zeng nacque il 26 giugno 1964 a Yuanjiang, Hunan, da una povera famiglia di contadini. Era la più giovane di quattro figli e crebbe nella città di Nanzui vicino al lago Muping. I suoi genitori, Zeng Xianmao e Yu Xuemei, erano rispettivamente alti 163 cm e 156 cm, così come lo erano i suoi fratelli, uno era addirittura 158 cm. Secondo la genealogia della famiglia, tuttavia, Zeng ebbe un pronipote che raggiunse i 233 cm di altezza.
La causa del gigantismo di Zeng era un tumore che faceva sì che la sua ghiandola pituitaria producesse in eccesso l'ormone della crescita umana. Il suo sviluppo anormale in altezza iniziò quando aveva quattro mesi. Zeng divenne troppo alta  per sua madre all'età di cinque anni e all'età di 13 anni era 232 cm. Zeng frequentò la scuola, iniziando all'età di 7 anni e diplomandosi nel 1980.
All'età di 16 anni, Zeng fu misurata a 240 cm (7 piedi 10,5 pollici) e pesava 147 kg (324 libbre) durante un controllo medico di routine per il suo diabete e solo pochi mesi dopo, nello stesso anno, superò l'allora detentrice del record Jane Bunford in altezza. I medici proposero un intervento chirurgico al cervello per rimuovere il tumore, ma Zeng rifiutò a causa del timore di un intervento medico e del desiderio di tenersi i capelli. A questo punto, Zeng aveva acquisito importanza regionale per la sua statura insolita, che portava i visitatori a recarsi regolarmente a casa sua per incontrarla, quasi un centinaio in un solo giorno durante il picco delle visite. Il governo locale concesse a Zeng un pagamento annuale equivalente a 670 dollari  per coprire alcune delle sue spese di soggiorno. Mentre lei e la sua famiglia sopravvivevano principalmente con il pesce del vicino lago, secondo quanto riferito Zeng mangiava 20 gnocchi a colazione e sei ciotole di riso con verdure a cena ogni giorno, consumando circa 500 kg (1102 libbre) di cibo ogni anno.
Zeng è stata generalmente descritta come timida e riservata, ma nota per avere una passione per la letteratura come riviste e romanzi polizieschi, nonché per lo sport, in particolare il basket, anche se alla fine smise a causa dello sviluppo della scoliosi legata alla sua crescente altezza. Lei e la sua famiglia notarono che oltre alla lunga lunghezza degli arti, con le mani che misuravano 25,5 cm  e i piedi 35,5 cm  di lunghezza, Zeng era anche fisicamente forte, essendo stata in grado di trasportare un sacco di cemento del peso di 48 kg già all'età di quattro anni. Rimase a casa dopo la fine della scuola a causa del diabete. Per soddisfare la sua grande altezza, la famiglia di Zeng stipulò un contratto con sarti e fabbriche locali per produrre molti dei suoi articoli su misura, comprese camicie, pantaloni, scarpe, sedie, anche il letto che misurava 274 cm di lunghezza. 
Zeng divenne nota al di fuori della Cina dopo la sua presentazione sulla stampa sanitaria cinese. Nelle interviste, Zeng espresse il suo apprezzamento per i suoi amici e vicini per averla trattata gentilmente e commentò che, nonostante la sua fama, aveva intenzione di rimanere in campagna per il resto della sua vita.
Nel marzo 1981, i problemi di Zeng con la scoliosi e il diabete peggiorarono. Poiché la curvatura della sua colonna vertebrale impediva a Zeng di stare in piedi dritta, il Guinness World Record non riconobbe Zeng come la donna in piedi più alta del mondo quando la presero in considerazione nel 1981. I problemi alla schiena di Zeng alla fine la resero incapace di camminare e a servirsi di una sedia a rotelle.